# Sullivan (condado de Jefferson, Wisconsin)
Sullivan es un pueblo ubicado en el condado de Jefferson en el estado estadounidense de Wisconsin. En el Censo de 2010 tenía una población de 2.208 habitantes y una densidad poblacional de 23,97 personas por km².

## Geografía
Sullivan se encuentra ubicado en las coordenadas 42°58′17″N 88°36′46″O / 42.97139, -88.61278. Según la Oficina del Censo de los Estados Unidos, Sullivan tiene una superficie total de 92.11 km², de la cual 90.07 km² corresponden a tierra firme y (2.22%) 2.04 km² es agua.

## Demografía
Según el censo de 2010, había 2.208 personas residiendo en Sullivan. La densidad de población era de 23,97 hab./km². De los 2.208 habitantes, Sullivan estaba compuesto por el 97.83% blancos, el 0.14% eran afroamericanos, el 0.54% eran amerindios, el 0.27% eran asiáticos, el 0% eran isleños del Pacífico, el 0.27% eran de otras razas y el 0.95% pertenecían a dos o más razas. Del total de la población el 1.95% eran hispanos o latinos de cualquier raza.